# سینت لئونارد، نیوبرانزویک
سینت لئونارد، نیوبرانزویک (به انگلیسی: Saint-Léonard, New Brunswick) یک منطقهٔ مسکونی در کانادا است که در ماداواسکا واقع شده‌است. سینت لئونارد ۵٫۲۰ کیلومتر مربع مساحت و ۱٬۳۴۳ نفر جمعیت دارد و ۱۵۰ ۱۷۱ متر بالاتر از سطح دریا واقع شده‌است.